# Camelini
Camelini (верблюди) — триба наземних травоїдних тварин родини верблюдові (Camelidae), що живуть від пізнього еоцену до сьогодення.  Триба включає живий рід верблюд (Camelus) як типовий. Родина верблюдових виникла в Північній Америці, одна група їх (триба Lamini) мігрувала до Південної Америки, а інша група (триба Camelini) мігрувала в Азію (≈ 7 Ma), згодом досягши Африки та Європи. Однак, триба Camelini продовжувала тривалий час жити й у Північній Америці, наприклад, роди Titanotylopus і Camelops. Принаймні один рід, Eulamaops, досяг Південної Америки.

## Роди
- †Australocamelus
- †Blancocamelus
- †Camelops
- Camelus
- †Eulamaops
- †Gentilicamelus
- †Gigantocamelus
- †Hesperocamelus
- †Megacamelus
- †Megatylopus
- †Michenia
- †Paracamelus
- †Paratylopus
- †Procamelus
- †Tanymykter
- †Titanotylopus